# 安尼線蟲屬
安尼線蟲屬又名安尼線蟲屬，俗稱海獸胃線蟲，是屬於線蟲的一種寄生蟲，通體白色，一端略顯暗沉，其生命的循環透過魚類和海洋中的哺乳動物來完成；其成虫寄生于海栖哺乳动物，幼虫寄生于某些海栖鱼类或软体动物。
此线虫雖然不能利用人類發育成熟而完成生命週期，也就是無法寄生，但是誤食含有幼蟲、成蟲等未經煮熟的咸水鱼或鱿鱼，可使用餐者受到感染，患急腹症（包括腹痛、恶心、呕吐）、超敏反应或内脏幼虫移行症，因此生魚片必须使用超低溫冷凍方式進行消毒。

## 物種
截至2018年11月14日，以下為WoRMS紀錄本屬的物種及異名：
- Mattiucci, Cipriani, Webb, Paoletti, Marcer, Bellisario, Gibson & Nascetti, 2014
- Dollfus, 1966
- Mattiucci, Paoletti & Webb, 2009
- Anisakis paggiae Mattiucci, Nascetti, Dailey, Webb, Barros, Cianchi & Bullini, 2005
- Anisakis pegreffii Campana-Rouget & Biocca, 1955
- 抹香鯨異尖線蟲（荷兰语：Anisakis physeteris） Anisakis physeteris (Baylis, 1923)
- Anisakis schupakovi Mosgovoi, 1951
- (Baird, 1853) Baylis, 1920
- 單線蟲（英语：Anisakis simplex） Anisakis simplex (Rudolphi, 1809)，简单异尖线虫
- 典型異尖線蟲（荷兰语：Anisakis typica）Anisakis typica (Diesing, 1860) Baylis, 1920
- Anisakis ziphidarum Paggi, Nascetti, Webb, Mattiucci, Cianchi & Bullini, 1988

Species inquirenda
- (Brenden, 1870)
- (Diesing, 1851)
- (Gmelin, 1790) Yamaguti, 1935

nomen dubium
- (Linstow)

temporary name
- Anisakis simplex sensu Davey (1971)

其他文献上还出现过的物种：
- 海异尖线虫 Anisakis marina

## 生命週期

海獸胃線蟲的生命週期

## 健康影響
一般海洋生物的中間宿主為保蟲宿主，牠們不會有明顯的病徵，也不會有症狀的產生。而在人體內，幼蟲黏附於胃腸道黏膜或進入組織，引起惡心、下痢、嘔吐、蕁麻疹，等不適症狀。

### 過敏反應
第一次感染时无症状，再感染时会发病。当食用鱿鱼、鲭鱼、鰤鱼时发疹及荨麻疹。以鱼贝类检查时程阴性，多有海兽胃线虫成原因。
海獸胃線蟲寄生時，會在受感染的魚肉組織產生多種生化物質，即使將魚肉煮熟後食用，仍會使蠕蟲過敏者產生嚴重過敏反應，常被誤認為魚、蝦、蟹類的過敏反應。

## 治療
寄生发生在胃内时，感染初期的一般治疗为开腹手术或者使用上部消化管内视镜（胃镜）确认消化管黏膜上的虫体后，用提取钳将虫体取出。取除虫体后胃痛立即消失的情况诸多。无特异的治疗药（即特效药）。但，作为抗过敏药有地塞米松，氯苯那敏，泼尼松龙等药物的使用记录报告。

## 出現
由於生活史包含海洋甲殼類動物、魚類、哺乳動物，因此幼蟲常見於海洋魚類、洄游性魚類（如：鮭魚、沙丁魚）或烏賊等生物體內，較少出現在淡水魚體內。在2016年1月，在加拿大亞伯達省的卡加里的 Stephen Vaughan 醫生在一名報稱腹痛的男子胃部㿉瘍處發現在進食未經烹煮的鮭魚肉之後殘留的海獸胃線蟲。牠們的最終宿主是海洋哺乳動物，因此幼蟲多存在於有大型海洋哺乳動物的海域，如：太平洋、大西洋、北海。

## 生活史
1. 成蟲附於最終宿主（last host）的胃或腸道黏膜，產卵在寄主腸道且隨糞便至海中。
2. 卵在海中發育2~3期幼蟲為海洋甲殼類攝食入體內，此時海洋甲殼類為為第一中間宿主（primary middle host）。
3. 海洋甲殼類動物被魚類或是烏賊等第二中間宿主（secondary middle host）攝食進入體內，侵入中間宿主的體腔或是肌肉內，幼蟲在此時並不發育。
4. 海洋哺乳類（海豹、海獅、海豚、海狗、海象、鯨魚）攝食第二中間宿主，幼蟲會在其腸道發育為第三期幼蟲、成熟的成蟲，並交配產卵。
5. 人類為此病原的終結宿主（dead-end host），進入人體的仔蟲不會發育為成蟲。

## 流行病學
其中間宿主可以是海洋哺乳類、鱈魚、鯖魚、鮭魚、鮪魚、白帶魚、烏賊、鰹魚等動物。
傳染途徑上，生食或烹煮不全、用鹽醃漬或醋泡的魚、檸汁醃魚生及生魚片，這些都是可能有食入病蟲的途徑。
公衛防治上，應注重食物完全的煮熟（80℃十分以上），或是食用前冰凍保存（-20℃以下保存至少24小時）。

## 臨床表現
在食用過生的、烹調不全、用鹽或醋醃漬的海洋魚類後，如出現上腹部或下腹部疼痛、噁心、嘔吐、嘔血、下痢、蕁麻疹、胸痛或腹膜刺痛的症狀時，需要懷疑可能感染。當幼蟲侵入腸胃道黏膜組織，因侵入部位不同，會產生不同症狀，侵入胃壁黏膜時，會產生急性上腹部疼痛或嘔吐，侵入小腸壁則引發下腹痛及下痢，侵入組織時，會引發全身性過敏反應或蕁麻疹同時伴隨體內嗜酸性白血球數量上升。

## 外部連結
- 寄生蟲學-Nematoda（線蟲）-Anisakis spp.（海獸胃線蟲） （页面存档备份，存于）
- CDC page on Anisakiasis
- Endoscopy video of Anisakiasis （页面存档备份，存于）
- HAACP analysis of risk of Anisakis infected foods
- Sushi, nemotodes and allergies in Canada （页面存档备份，存于）